# مطالعه اولیه
مطالعهٔ اولیه یا آزمایشی (به انگلیسی: Pilot study) به مطالعه‌ای گفته می‌شود که سعی دارد روش‌ها و فرایندهایی که قابلیت اجرا در یک مطالعهٔ بزرگ‌تر و در سطح وسیع‌تر را دارند به صورت محدود بررسی و به صورت اولیه آزمون کند. با توجه به تعریف، مطالعات راهنما ممکن است برای مطالعات موردی مناسب نباشند.